# Chonmage

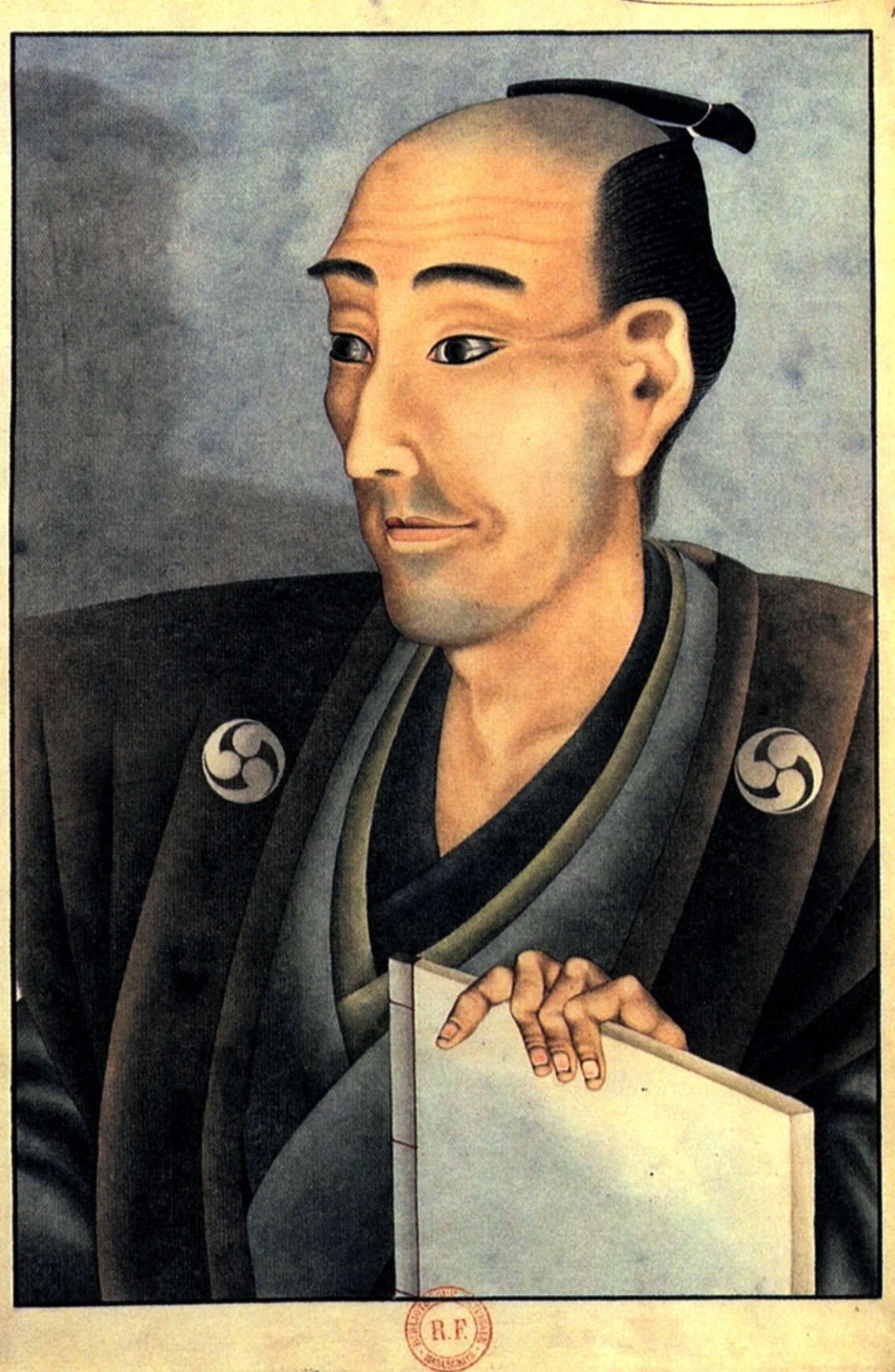
Dibuix d'un home amb l'estil Chongmage del Període Edo.

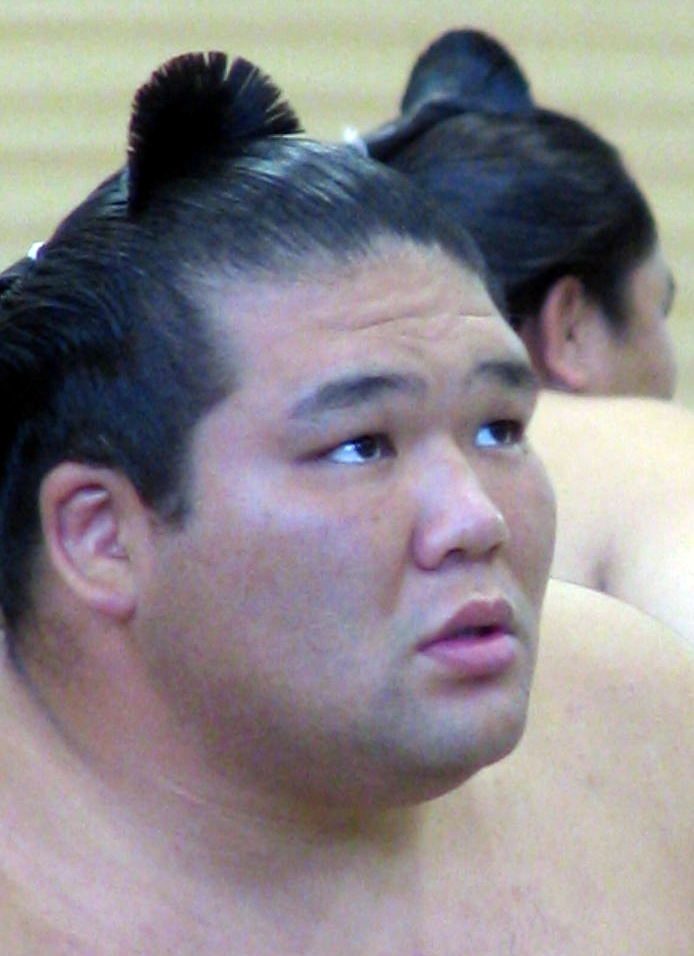
Estil modern al sumo de l'estil oicho

El Chonmage (丁髷, ちょんまげ en japonés) és un estil de tall de cabell japonès utilitzat per homes. És associat sovint amb el Període Edo i als samurais, i més recentment amb els lluitadors de sumo. Originalment, aquest tallat de cabells era utilitzat perquè el casc dels samurais es mantingués ferm i en el seu lloc durant la batalla i va esdevenir tot un símbol d'estatus en la societat japonesa.
El “chongmage” tradicional de l'era Edo incloïa que la part superior del crani fos rapada. El cabell restant, el qual es deixava llarg, era oliat i amarrat en forma d'una petita cua de cavall la qual es doblegava darrere del cap en forma de nus.
En temps moderns, els únics que continuen usant aquest tipus de tallat de cabells són els lluitadors de sumo, que usen l'estil de chongmage lleugerament diferent, ja que la part superior del crani no és afaitada encara que el cabell restant pot ser aprimat per permetre que el nus assenteix fermament.
Als lluitadors de sumo amb estatus sekitori se'ls permet en certes ocasions usar el chongmage d'una forma més elaborada anomenada oicho, el qual mostra un estil de coleta en forma de fulla de ginkgo, on l'extrem del nus s'estén en semicercle. Atès que aquest estil és únic en el Japó modern, l'Associació de Sumo contracta especialistes anomenats tokoyama perquè tallin i preparin el cabell dels lluitadors.